# Convenzione sull'amianto, 1986
La Convenzione sull'amianto, 1986 è la convenzione n. 162 dell'Organizzazione internazionale del lavoro (ILO), adottata il 24 giugno 1986, a seguito della riunione del 4 giugno 1986 a Ginevra della Conferenza generale dell'Organizzazione internazionale del lavoro, nel corso della sua 72ª sessione.
Obiettivo di tale convenzione è la protezione contro i rischi derivanti dall'uso dell'amianto.

## Ratifiche
A luglio 2023, la convenzione era stata ratificata da 35 Stati.